# The Batman Superman Movie: World's Finest
The Batman Superman Movie: World's Finest (en español La película de Batman/Superman) es una película de animación de 1998 producida por Bruce Timm, creador de Batman: la serie animada. Es la primera película que marca el crossover (encuentro) entre los dos grandes superhéroes de DC Comics, Batman y Superman, y de sus respectivos némesis el Joker y Lex Luthor.
Al principio, la película fue un episodio de tres partes de Superman: la serie animada, sin embargo, luego fue al mercado convertida en una película.

## Argumento
NOTA: La trama de la película está dividida en 3 partes como fue dividida en la serie Superman: la serie animada.

### Parte 1
En una noche oscura y tormentosa en Gotham City, la malvada villana Harley Quinn entra a una tienda de antigüedades y rocía a su dueño veneno del Joker (Gas de la risa) y momentos después el Príncipe Payaso del Crimen entra a la tienda y roban una estatua de un dragón de jade verde. Más tarde, la policía investiga la escena del crimen y se preguntan que habiendo tantas antigüedades valiosas, por qué el Joker solo tomaría una estatua de jade, Gordon por su parte también menciona que especialmente cuando se rumora que el Joker está desesperado por dinero (ya que se corría el rumor de que el villano estaba corto de fondos). Poco después Batman llega a la escena y observa los fragmentos que la estatua había dejado atrás y Gordon le comenta que la estatua era de jade y que valdría unos cien mil dólares, Batman por su parte toma un fragmento de la estatua y se lo lleva para examinarlo más de cerca, en eso uno de los detectives le menciona a Gordon que Batman no puede llevarse evidencia así por así de la escena del crimen, sin embargo Gordon le responde al detective que si quiere arrestar a Batman es libre de hacerlo, pero cuando este voltea para arrestarlo, Batman rápidamente desaparece de la escena sin dejar rastro.
De regreso en la Baticueva, Batman comienza a analizar el fragmento que obtuvo de la escena del crimen y descubre que la supuesta "Estatua de Jade" emite unos bajos niveles de radiación, lo que significa que en realidad es kryptonita. De acuerdo con su mayordomo Alfred Pennyworth, el "Dragón sonriente" (que es el nombre original de la estatua) se ha ganado una mala reputación, desde el mismo momento que fue esculpido en China hace unos 30 años ha pasado por varios dueños y todos murieron prematuramente, tras deducir que es lo que trama el Joker, Batman decide dirigirse a Metrópolis.
Mientras tanto en Metrópolis, un grupo de terroristas armados toman el control del avión presidencial, con el Presidente de los Estados Unidos a bordo. Lois Lane se encuentra entre los miembros de la prensa a bordo, garantizando la pronta llegada de Superman en caso de que algo suceda y efectivamente Superman se aparece en el lugar y fácilmente derrota a los terroristas y salva a los pasajeros como también al presidente. Cuando el avión regresa a tierra, Lois trata de invitar a Superman a salir un día que ella no este literalmente en apuros, pero son interrumpidos cuando varios ladrones atacan el banco de la ciudad, por lo que Superman debe retirarse y encargarse del asunto. Al día siguiente, Lex Luthor lee con amargura como el presidente le dio las gracias al "Hijo Favorito de Metropolis" por haberlo salvado, luego le informa a Mercy, la chofer y asistente de Luthor que se dirige a su auto, pero inmediatamente es noqueada sorpresivamente. Luthor le pide a su chofer que lo lleve a la oficina, sin embargo su chofer lo saluda diciendo: "Muy bien señor L" lo cual provoca que Luthor empiece a dudar de la actitud de Mercy y entonces le pregunta si se encuentra bien, solo para descubrir que la conductora es en realidad Harley Quinn, quien se había disfrazado como Mercy después de haberla noqueado. Lex intenta salir del auto, pero se queda encerrado dentro y Harley Quinn acelera por las calles de la ciudad, Luthor intenta decirle que detenga el auto y lo deje ir o será mujer muerta, pero Harley se niega a detenerse. Más tarde, el Joker entra en el auto y le explica a Lex que rompió relaciones con Batman y que abandono Gotham City, posteriormente le ofrece a Luthor un jugoso trato: mil millones de dólares a cambio de matar a Superman. Sin embargo, Luthor se ríe de la propuesta, ya que según este menciona, como espera el Joker vencer a alguien como Superman, cuando ni siquiera el payaso puede vencer a un simple mortal que esta usando un disfraz del Día de Brujas (refiriéndose a Batman), pero el Joker le responde a Luthor que no hay nada de especial en ese simple mortal al que se refiere. Sin embargo el Joker también le menciona a Lex que esta familiarizado con la debilidad de Superman y le muestra la estatua de kryptonita que este robo previamente en la tienda de antigüedades de Gotham City, pero Luthor inmediatamente le cuestiona al Joker que el no puede verse involucrado en este asunto, pero el Joker le promete que el nombre de Lex no aparecerá en el contrato, por lo que Luthor a regañadientes acepta el trato.
Mientras tanto en el aeropuerto de Metrópolis, Bruce Wayne llega a la ciudad para iniciar un acuerdo comercial entre las Empresas Wayne y la compañía de Luthor, LexCorp. En su estancia, se encuentra con Lois Lane y la invita a salir una noche y Lois acepta la invitación, cosa que indigna un poco a Clark Kent. Esa noche, el Joker se establece en Metrópolis, degradando Cesar Karlini un jefe del crimen local con el veneno del Joker, después el Joker lo lanza al basurero para luego tomar su escondite y a sus matones, en el hospital Cesar continúa riéndose de locura producto del veneno del Joker, mientras el inspector de policía de Metrópolis le comenta a Superman que sus signos vitales están bien pero que su mente: "se fue de vacaciones", por su parte Superman le menciona al inspector de policía que tiene una idea de quien es el responsable.
Al día siguiente, un insecto parecido a un androide sonda, el Wayne/Lex T-7, tiene su primera prueba llegando incluso a escalar las paredes de un cañón en solo 14 segundos sin problemas. Por otro lado, Bruce se siente complacido de lo bien que Empresas Wayne y LexCorp han colaborado en el desarrollo de estos robots para las futuras exploraciones espaciales, pero luego, el propio Luthor le dice que los robots les serían aún más útiles si los construyeran para fines militares. Pero Bruce, quien tiene las mayoría de las acciones y el control exclusivo sobre el uso de la tecnología con suma firmeza rechaza la propuesta de Lex, ya que según le menciona Bruce, a él no le gusta las armas y la violencia innecesaria, por lo que le pide a Lex que le diga a sus amigos en el Pentágono que Bruce no esta interesado en dicha propuesta.
Esa noche Bruce sale a cenar con Lois y bailar un rato en un restaurante, más tarde Clark se encuentra en un bar preguntado a personas sobre quién es el Joker y si escucha noticias del mismo que le avisen lo más pronto posible, pero mientras esta sentado en el bar, en ese mismo instante, Batman se aparece corriendo sobre los techos de los edificios y llega a una discoteca de Metrópolis, en búsqueda de algún matón fuera del control de la banda que reclutó el Joker. Mientras que Batman interroga al matón, Superman llega diciéndole que lo deje en paz y que ya tenía su respuesta, sin embargo para su sorpresa Batman lo arroja contra una mesa del lugar con un movimiento de yudo. Mientras el murciélago se queda observando al hombre de acero, el matón aprovecha esta oportunidad para escapar del lugar, pero justo cuando Batman intenta detenerlo, un Superman bastante enojado por lo que le hicieron previamente embiste violentamente a Batman el cual se estrella contra una pared. En ese instante Superman le comenta a Batman que le habían dicho que el murciélago era un loco, pero nunca creyó que fuera tan estúpido, entonces Superman usa su visión de rayos x para observar quien esta debajo de la máscara y descubre que se trata del mismo Bruce Wayne, entonces el kryptoniano le menciona que no quiere ver al murciélago deambulando en las calles de su ciudad, pero el murciélago le confiesa al hombre de acero que su presencia en su ciudad es solo temporal y que se retirara tan pronto como encuentre al Joker, pero Superman le menciona a Batman que tal vez eso no sea por mucho tiempo, sin embargo Batman saca el fragmento de kryptonita que tiene, luego comenta en tono de ironía diciendo: "¿No se necesita mucho verdad?" y le advierte además que el Joker tiene una gran cantidad de kryptonita en su poder y pensó que al hombre de acero tal vez le interesaría saberlo, luego Batman arroja el fragmento el cual se cae directamente en el interior de una bebida, pero justo cuando Superman aparta la vista por un segundo, Batman se retira silenciosamente del lugar sin dejar rastro.
Momentos después, Superman regresa a su apartamento y para su sorpresa sus celos se incrementan cuando recibe una llamada de Lois, quien le dice que se va a tomar la mañana libre para disfrutar de un desayuno con Bruce para mal gusto de Clark. Mientras hablan observa un pequeño rastreador plantado en su capa. Mirando por la ventana, usando su visión descubre en un edificio a unas 2 cuadras de su apartamento a Batman quién lo había seguido por el rastreador en la capa hasta su apartamento y también descubrió su identidad secreta, Superman molesto por esto le dice: "Touche" y luego destruye el rastreador.

### Parte 2
Las cosas no van bien entre Batman y Superman, al día siguiente Lois y Bruce comienzan a coquetear delante de los demás empleados del Daily Planet, para molestia de Clark. Esa noche durante una cena en la azotea de un restaurante, Bruce y Lois se vuelven más cercanos, pero el Joker llega a interrumpir la cena y toma como rehén a Lois, luego de electrocutarla con un electroshock, posteriormente los matones del Joker le empiezan a disparar a Bruce, quien debido a los disparos constantes pierde el equilibrio y se cae por el borde del techo, sin embargo el Joker le comenta a sus matones que se aseguren de que este muerto (porque sabe que Superman lo puede rescatar en cualquier momento). Por su parte Bruce cae en un elevador de limpieza de vidrios, los matones al verlo continúan disparándole, mientras baja el piso del elevador se rompe y Bruce se cae al vacío, pero se las arregla para salvarse a sí mismo en el último segundo, mientras intenta subir el Joker le dispara a Bruce sin lastimarlo desde su dirigible y escapa con Lois secuestrada.
Horas después llega la policía al lugar junto con Superman, Bruce le advierte Superman de que el Joker solo esta usando a Lois como señuelo y que esperara lo inesperado, sin embargo este insinúa que tomara sus precauciones. Mientras tanto en el escondite del Joker, se muestra a Lois atada con un enorme listón rojo a una silla y amordazada con un pañuelo blanco. El Joker le muestra la estatua de kryptonita, acto seguido la rompe por la mitad. En ese momento Harley le quita la mordaza a Lois para que diga lo que piensa, pero Lois termina insultando al Joker y Harley decide amordazarla nuevamente por su grosería. Momentos después, el Joker toma la cabeza de la estatua y le dice a Lois que tendrá la oportunidad de ver en primera fila la historia del siglo: "La muerte de Superman". Entre tanto en el aeropuerto de Metrópolis, Batman sale a patrullar la ciudad a bordo de su Batiala, mientras que por otro lado, el Joker contacta a Superman desde el teléfono del inspector de la policía de Metropólis, invitándolo a venir solo a uno de los laboratorios de LexCorp a rescatar a Lois, pero gracias a los celos Superman ignora las advertencias de Batman sobre el Joker y sale volando hacia el lugar, sin embargo Batman detecta a donde se dirige y decide seguirlo sin que este lo sepa.
Mientras tanto Superman llega al laboratorio vestido con un traje anti-Kryptonita. Al principio el Joker se confunde al ver que la Kryptonita no tiene ningún efecto sobre él por el traje, Superman lo amenaza sobre el paradero de Lois. Momentos después, el Joker aparentemente vencido lleva a Superman a una sala con químicos, dónde tiene atada y amordazada a Lois, pero justo cuando Superman está a punto de rescatar a Lois, súbitamente el Joker lo engaña y utiliza su flor para lanzarle ácido y destruir el casco del traje anti-Kryptonita, lo cual provoca que este quede expuesto a la radiación de la Kryptonita y Superman caiga debilitado, sin embargo Batman llega poco después al lugar y es descubierto a escondidas por Harley Quinn, mientras tanto el Joker comienza a electrocutar a Superman. Antes de que pueda finalmente matar a Superman, Harley Quinn lo llama para advertirle que Batman también había llegado al lugar. A raíz de esto, el Joker opta por escapar a la sala de control y deja por el momento a Lois y Superman en la habitación, mientras tanto los matones del Joker intentan detener a Batman, pero este consigue derrotarlos a todos con facilidad. Tan pronto como Batman entra en la habitación para llevarse la kryptonita lejos de Superman las puertas de la habitación se cierran, dejando a los tres atrapados en el interior, rápidamente el Joker les da un último mensaje desde la sala de control y entonces activa el veneno Joker para que invada la habitación, pero Batman molesto por el engaño rompe la pantalla con la estatua. Inmediatamente este examina la sala y encuentra unos barriles con ácido hidroclórico, pero el mismo resulta ser demasiado débil para destruir las paredes o puertas, sin embargo el agonizante Superman le pide que se deshaga de la kryptonita, entonces Batman toma uno de los barriles y lo usa para disolver la kryptonita. Al recuperarse de los efectos, Superman es capaz de abrirse paso fuera de la habitación, llevándose a Batman y a Lois con él, para luego dirigirse a la sala de control. Por otro lado, el Joker y Harley Quinn se dan cuenta de que los héroes han escapado de la habitación y que se dirigen a donde están ambos villanos, por lo que estos se ven forzados a correr a la salida, pero en ese momento Superman, Batman y Lois se aparecen destruyendo una pared y le mencionan a los villanos que todo terminó, sin embargo el Joker les lanza una bolsa llena de canicas al suelo y le menciona a Superman en tono de burla diciendo: "Aun no me ido Supi," luego de lanzar la bolsa, ambos villanos rápidamente escapan del lugar, pero justo cuando Superman intenta ir tras el Joker y Harley, rápidamente descubren que las canicas son en realidad granadas y el lugar comienza a explotar, por lo que ambos héroes y Lois se ven forzados a dejar escapar al Joker y Harley por el momento y optan por salir del edificio antes de que todo el lugar explote por completo. Finalmente, el trío consigue escapar del laboratorio antes de que el mismo sea destruido por la explosión, momentos después ya estando a salvo afuera, Superman le da las gracias a Batman por su ayuda en el rescate de Lois, luego Batman llama a la Batiala y se retira del lugar, pero entonces Lois recuerda lo que pasó con Bruce cuando fue secuestrada por el Joker y le pregunta a Superman si está bien, pero Superman le informa a Lois que no se preocupe por Bruce, ya que este último se encuentra bien.
Al día siguiente, Lex hace una declaración de prensa a los medios de comunicación de que la explosión del laboratorio fue sólo un problema menor y no una de tipo nuclear, por lo que no representa ningún peligro biológico para la ciudad, pero en secreto confiesa de que está furioso con el Joker por la destrucción de su propiedad. En eso, Clark, que es uno de los periodistas presentes lo escucha mencionar su acuerdo con Joker y comienza a sospechar de Luthor. Momentos después, Luthor se retira hasta el escondite del Joker, para reclamarle al payaso por la destrucción del laboratorio, pero en eso el Joker le pide ayuda a Harley, sin embargo Lex le ordena a Mercy a encargarse de Harley, donde ambas inician una pelea en el lugar. Por su parte, Lex y el Joker deciden sentarse un momento y continúan hablando sobre como Batman se interpuso en el momento que estaba a punto de matar a Superman, además de ello el Joker menciona que aun tiene la otra mitad de la kryptonita y que aun tiene oportunidad de terminar el trabajo, pero como ahora debe lidiar con dos súper héroes al mismo tiempo el precio por el trabajo deberá duplicarse, sin embargo Lex responde que eso es inaceptable y que si el Joker no puede mantener controlado al murciélago por sí mismo, su contrato queda irremediablemente roto, posteriormente Luthor se retira del lugar y le advierte que esta será su última oportunidad para matar a Superman.
Mientras tanto Clark visita a Lois en su departamento con información, pero en ese momento se encontraba Bruce, por lo que decide retirarse pero Lois insiste de que se quede, entonces les habla a ambos sobre el posible acuerdo del Joker con Luthor, sin embargo Lois escéptica a la investigación le pregunta a Clark que si esta seguro, pero Clark responde tal vez podría probarlo pero necesita más información, por lo que Bruce le dice que él se lo preguntara.
Entonces esa noche mientras Luthor dormía en su apartamento es despertado bruscamente por Batman, quien se había enterado de su conexión con el Joker por parte de Clark. Mientras Batman lo interroga, Mercy se aparece sigilosamente por la espalda de Batman con intenciones de dispararle, pero Batman anuente de lo que iba a pasar la golpea en la cara, dejándola noqueada y continúa presionando a Luthor para que le diga donde está y que clase de trato hizo con el Joker, al principio Luthor se niega decirle lo que sabe sobre el Joker, pero en ese momento sus guardias de seguridad escuchan el escándalo y llegan a la puerta de su habitación, por lo que Batman decide retirarse del lugar, no sin antes advertirle a Lex que volverá. Entonces los guardias entran y Luthor les ordena retirarse, por su parte Mercy se despierta del golpe y Luthor le menciona que deben contactar al payaso de inmediato ya que dada la presencia de Batman deberán negociar otro trato después de todo.
Mientras tanto en el "Daily Planet", Lois habla con Clark mientras toman un café, en donde Lois menciona sus intenciones de solicitar su traslado al "Daily Planet" de Gotham City, ya que su relación con Bruce se está volviendo cada vez más seria, pero justo en ese instante, Perry White aparece diciendo que recibió una señal de socorro de un crucero, lo que llama la atención de Superman que sale a investigar el problema. Mientras tanto, Bruce Wayne estaba entrenando en el momento que el dirigible del Joker le envía un mensaje diciendo: "Noche de risas en la bahía hobbs", escéptico de lo que trama el Joker utiliza un jet pack especialmente diseñado por sugerencia de Alfred para ir al lugar, por otro lado Superman llega al barco le pregunta al capitán cual era el problema, pero el capitán del barco revela que nadie había enviado ninguna señal de socorro, entonces Superman y el capitán del crucero se acercan al borde del barco y encuentran un pequeño barco de juguete, justo a un lado del casco del barco y deducen que el mismo es el que está enviando la señal, pero justo en ese momento el barco de juguete explota revelando que era una bomba y daña severamente el casco del barco lo cual provoca el agua empiece a filtrarse al interior de la embarcación y comience a hundirse. Mientras tanto en la ciudad, Batman llega a encontrase con el Joker, pero repentinamente es atacado por una versión más grande y armada del Wayne/Lex T-7.

### Parte 3
Devuelta en alta mar, los pasajeros del barco intentan subir desesperadamente a los botes salvavidas ante el hundimiento de la embarcación, sin embargo Superman toma uno de los botes salvavidas y lo usa para reparar el daño en el casco causado por la explosión previa y usa su visión de calor para clavar el bote en el agujero del casco y evita que se hunda momentáneamente. Por otro lado, Batman pelea con el Wayne/Lex T-7 usando el jet pack especial disparando misiles contra el robot hasta que este con su rayo láser destruye el jet pack por lo que se ve forzado a escapar del lugar con sus ganchos de ascenso. Sin embargo el robot lo persigue hasta el "Daily Planet", donde Lois se encuentra trabajando después una larga noche y es informada del rescate reciente de Superman para el periódico de mañana.
Pero justo en ese momento Lois se percata del rayo láser del robot y momentos después observa como Batman irrumpe en las oficinas, donde este por mera casualidad se topa con Lois, donde el murciélago le cuestiona en tono irónico si ella es la única en el lugar, a lo que ella le menciona que si, por lo que el murciélago con el peligro de que Lois quede atrapada en el fuego cruzado la rescata y trata de sacarla, pero en ese instante el robot ingresa al Daily Planet por la ventana rota y los persigue, mientras tratan de perderlo, Batman le cuestiona a Lois como puede contactar a Superman, pero esta le menciona que el Krytoniano ahora mismo se encuentra ocupado en la costa, por lo que sin más opciones estos entran a la sala de impresoras, para tratar de despistar al robot, pero se quedan acorralados y Batman le pide a Lois esconderse, momentos después el robot ingresa a la sala para tratar de encontrarlos, donde rápidamente Batman lanza una batarang al robot con la intención de desactivarlo, justo cuando parecía que finalmente lo detiene, el robot se reactiva y lo ataca directamente, donde este último empieza a empujar a Batman hacia la impresora, la cual agarra la capa y su capucha y se la quita de encima, sin embargo, Lois viendo que Batman esta en problemas, decide agarrar un extintor y se lo lanza al robot para que este se distraiga, pero también nota que Batman tiene expuesta su identidad secreta y Lois se queda sorprendida de la revelación, en ese momento Bruce aprovecha la oportunidad y lanza al robot contra la impresora y consigue detenerlo momentáneamente y recupera su capa, por su parte Lois visiblemente molesta le pide explicaciones a Bruce sobre todo el asunto del murciélago, pero antes de que Bruce pueda explicarle todo, el robot se reactiva nuevamente y trata de atacar a Batman y a Lois, pero justo cuando todo parecía perdido, Superman se aparece sorpresivamente y destruye el robot con suma facilidad, aplastándolo con sus pies, donde también en tono sarcástico le menciona a Batman si le agradecerá por salvar la vida de ambos.
Mientras tanto, Luthor es informado del rotundo fracaso del Wayne/Lex T-7 y se da cuenta de que este último puede quedar involucrado en el crimen, sin más opciones Lex decide cortar por lo sano y ordena tener una última reunión con el Joker. Mientras tanto en el apartamento de Lois, esta última se encuentra tratando de curar la herida en el hombro de Bruce, pero también esta se muestra visiblemente molesta con Bruce, porque este último le había ocultado todo el asunto de acerca de su identidad secreta como el murciélago vigilante y también porqué sinceramente se preocupa por él lo suficiente como para no publicar la historia del siglo: "Batman sin la máscara" y momentos después, Lois decide salir un minuto del apartamento para buscar más medicina, pero en ese instante Superman se aparece en el lugar y le pide a Bruce hacer una alianza, para que puedan capturar a sus dos respectivos némesis, a lo que Bruce está de acuerdo con ello. Momentos después, Lois regresa de buscar más medicina para la herida, sin embargo y para infortunio de esta, descubre que Bruce ya lleva puesto el traje de Batman y este último le menciona en tono de arrepentimiento: "debo hacer esto", por lo que esta no tiene más remedio que dejar ir a Bruce, quien momentos después se disculpa con Lois por todo lo que pasó recientemente, pero justo cuando Lois estaba por decirle que tenga cuidado, Bruce se retira del apartamento.
Mientras tanto, el Joker y Luthor se reúnen en una fábrica de LexCorp aeronáutica, donde Luthor y Mercy tienen la intención que el payaso y Harley sean ejecutados y cubrir todos sus actos, sin embargo el Joker es más astuto toma como prisioneros a Luthor y a su asistente Mercy. Puesto que él ya no puede cobrar sus miles de millones de dólares, el Joker decide hacerse con un "Premio de consolación": una gigantesca y fuertemente armada aeronave Lexwing (a la que Harley le había pintado una gran boca sonriente). Luthor le pregunta al payaso cuánto tendrá que pagar por su liberación, pero el Joker le dice que ya no está interesado en el dinero y que en su lugar quiere destruir todo lo que Luthor había construido, de la misma forma que Batman destruyó todo lo que él había construido, justo en ese momento detecta que Batman y Superman se acercan al lugar por lo que le ordena a Harley abordar, esta a su vez se despide de Mercy, quien está atada y amordazada con cinta a un Wayne/Lex T-7 gigante. Poco después, Batman y Superman llegan a la entrada del lugar y este último usa su visión de rayos X para encontrar el paradero del Joker y Luthor, pero desafortunadamente su visión de rayos x no funciona, ya que Luthor revistió la puerta y todos sus edificios con plomo, para bloquear su visión por lo que ambos héroes deciden entrar por la fuerza, rápidamente Superman golpea y derriba la puerta de un solo puñetazo dejando que Batman entre primero, una vez adentro el Joker activa las versiones armadas y gigantes del Wayne/Lex T-7 y ambos héroes son atacados por estos robots antes de que puedan detener al Joker, quien ya se encontraba despegando su aeronave Lexwing y se escapa a Metrópolis. Trabajando juntos, ambos héroes se las arreglan para destruir la mayor parte de los robots, pero luego se enfrentan a uno que ha tomado a Mercy como un escudo, forzando a Superman a tener mucho cuidado de no atacar en el proceso a Mercy, viéndose forzado a correr alrededor del mismo robot para intentar distraerlo, por otro lado Batman aprovecha este momento de distracción, para enganchar al robot con uno de sus ganchos y consigue inmovilizarlo temporalmente, acto que Superman aprovecha para finalmente destruir al robot y rescatar a Mercy. Momentos después, Batman le pregunta a Mercy en donde esta Luthor y esta le comenta a ambos héroes los planes del Joker, por su parte Superman se da cuenta de que la destrucción de media Metrópolis es inminente, ya que Luthor la había construido casi en su totalidad. Pero súbitamente un robot más avanzado y más grande se aparece frente a ellos y les bloquea el paso, por lo que Superman le menciona a Batman que se adelante y vaya a detener al Joker, mientras que él se encargara de destruir al robot y que los alcanzara después de que termine, sin embargo y para infortunio del hombre de acero, el robot estaba equipado con la otra mitad del dragón de kryptonita dejando completamente vulnerable a Superman.
Mientras tanto, el Joker llega a Metrópolis y destruye todo a su paso incluso el edificio administrativo de LexCorp, pero entonces Batman lo persigue en la Batiala y le dispara 3 misiles para distraerlo, sin embargo el Payaso le dispara varios misiles y solo 1 daña el avión de Batman por lo que se vio obligado a eyectarse, sin embargo Batman se las arregla para subir en el avión del Joker. Por otro lado, Superman es golpeado varias veces al estar expuesto a la kryptonita por el robot, hasta que este último trata de aplastar al hombre de acero con una pesada puerta de metal, que resulta ser la misma puerta que Superman había derribado de un puñetazo anteriormente y que había sido revestida con plomo para bloquear la visión de rayos X de Superman, sin embargo dicha puerta en lugar de acabar con el hombre de acero, lo termina protegiendo de la exposición a la kryptonita y rápidamente Superman la levanta sin problemas, donde también comenta en tono sarcástico que debe darle las gracias a Luthor por colocar plomo en las puertas y finalmente Superman empuja al robot con la misma puerta y finalmente lo estrella violentamente contra la pared del edificio, así como también contra el acantilado que esta adyacente a la fábrica de LexCorp aeronáutica, destruyéndolo de una vez por todas, además de que en el proceso se rompe el último pedazo de la kryptonita y esta última acaba cayéndose por el fondo del acantilado y se pierde para siempre. Una vez finalizado este asunto, ahora Superman vuela rápidamente hacia la ciudad de Metrópolis para apoyar a Batman y detener al Joker.
Devuelta en la ciudad, Batman se enfrenta al Joker, dejando a Harley volando la nave, pero ella sólo tiene éxito en hacer descender el avión, el cual se dirige peligrosamente hacia una colisión contra un edificio cercano. Sin embargo, Superman llega a la zona justo a tiempo y empieza a levantar la aeronave hacia arriba, logrando evitar la colisión contra un edificio de la ciudad, salvando por el momento la aeronave y sus ocupantes. Por otro lado y en medio de la lucha, el Joker trata de sacar de su chaqueta un arma para atacar al murciélago, pero este último le mete una patada, haciendo que el payaso deje caer accidentalmente su bolsa entera de granadas en forma de canicas, las cuales empiezan a explotar en el interior. En ese instante, Superman entra a la nave creando un agujero en el suelo y Batman le menciona que deben abandonar la nave de inmediato antes de que esta explote, por lo que Superman rápidamente se ocupa de rescatar a Luthor, quien aun esta atado al asiento y Batman por otro lado rescata a Harley y escapan por el agujero que hizo Superman previamente y salen con un paracaídas, por otro lado el payaso es abandonado atrás mientras intenta ponerse el paracaídas, pero la nave hace un movimiento brusco y causa que el Joker se caiga al suelo y observa que sus granadas comenzaban a rodar hacia él y empieza a reírse histéricamente hasta que la nave explota en el aire, para luego estrellarse en el océano y crear una mayor explosión en el agua, con Batman y Harley aproximándose cada vez más a las crecientes llamas, pero afortunadamente Superman se aparece y los sujeta por el paracaídas y los aleja del fuego, poniendo a ambos a salvo.
Al día siguiente en el noticiero local se informa de que la guardia costera ha comenzado la extracción del avión destruido de la bahía de la ciudad, donde además informan que el cuerpo del Joker tampoco ha sido encontrado entre los restos, pero creen es poco probable de que el Príncipe Payaso del Crimen haya sobrevivido al choque. Por otro lado, Luthor está bajo investigación judicial por la supuesta conexión que este tenía con el Joker, aunque es poco probable de que se lo acuse de algún delito relacionado al tema. Sin embargo el CEO de Empresas Wayne, Bruce Wayne, acabó descubriendo que Luthor había desarrollado unas versiones militares de sus robots exploradores sin la autorización de este, por lo que su compañía decide dar por terminado su contrato con LexCorp y finalmente Harley Quinn es arrestada y enviada de regreso a Gotham City, para ser recluida en el Asilo Arkham para otro período de rehabilitación mientras gritaba histéricamente diciendo: "¡Quiero un abogado!, ¡Quiero un doctor!, ¡Quiero un emparedado de pollo!", por otro lado Mercy, quien salió malherida del ataque en la fábrica de LexCorp aeronáutica, observa la noticia en la televisión y se ríe de Harley diciendo: "¡Eso sí es divertido!", aunque al hacer esto último le causa un poco de dolor en sus heridas.
Por desgracia para Bruce, Lois le dice que ella lo adora, pero no puede aceptar sus actividades secretas y deciden terminar su relación y se dicen adiós, en cuanto Bruce se dirige a su avión, Clark se aparece y se despiden amablemente ambos héroes, por lo que Bruce le dice que ya es tiempo de volver a Gotham City y deja a Metrópolis y a Lois en las manos de Superman una vez más, pero antes de irse Bruce le da un consejo sobre Lois de que sea amable con ella y que también tenga cuidado no herir los sentimientos de ella, ya que según el de forma amistosa le menciona: "Porque, sé donde vives", ante este consejo Clark toma esto como una advertencia amistosa y se ríe del asunto, posteriormente Bruce aborda su avión y vuela de regreso a Gotham City, mientras Clark observa desde la pista el despegue en medio del atardecer de Metrópolis.

## Reparto y Doblaje
| Personaje                | Actor original      | Hispanoamérica  | España                    |
| ------------------------ | ------------------- | --------------- | ------------------------- |
| Bruce Wayne/Batman       | Kevin Conroy        | Framk Maneiro   | Fernando De Luis          |
| Clark Kent/Superman      | Tim Daly            | Orlando Noguera | José Luis Angulo          |
| El Joker                 | Mark Hamill         | Rubén León      | Luis Bajo                 |
| Lois Lane                | Dana Delany         | Rossana Cicconi | Carmen Consentino         |
| Lex Luthor               | Clancy Brown        | Esteban García  | Juan Fernández Mejías     |
| Harley Quinn             | Arleen Sorkin       | Elena Prieto    | Isabel Fernández Avanthay |
| Alfred Pennyworth        | Efrem Zimbalist Jr. | Alí Rondón      | Eduardo Moreno            |
| Comisionado James Gordon | Bob Hastings        | Alberto Arvelo  | Luis Carrillo             |